# Subulussalam Utara
Subulussalam Utara is een bestuurslaag in het regentschap Subulussalam van de provincie Atjeh, Indonesië. Subulussalam Utara telt 4480 inwoners (volkstelling 2010).